# Madhur Jaffrey
Madhur Jaffrey CBE (Deli, 13 de agosto de 1933) é uma atriz, escritora e apresentadora de televisão indiana. Ela atuou em vários filmes de James Ivory e Ismail Merchant, como Shakespeare Wallah (1965), pelo qual ganhou o Urso de Prata de melhor atriz no 15º Berlin International Film Festival.
Em 2004, foi nomeada Comandante Honorária da Ordem do Império Britânico (CBE) em reconhecimento por seus serviços prestados às relações culturais entre o Reino Unido, a Índia e os Estados Unidos, por meio de suas realizações no cinema, televisão e culinária.